# ルイ・ロブ
ルイ・ロブ（Louis Marie Dominique Romain Robbe、1806年11月17日 - 1887年5月2日）は、ベルギーの画家、版画家である。家畜のいる風景画を描いた。

## 略歴
ウェスト＝フランデレン州のコルトレイクで生まれた。父親はコルトレイクの弁護士であった。寄宿学校で絵を学び、14歳から18歳までコルトレイクの美術学校で学んだが、父親と同じく法律家になる決意をして絵を描くのを止め、ヘントの大学で法律を学び、1830年に法学博士号を取得した。 ムールセレ州の判事として働き始めた。1831年にスペイン貴族の娘と結婚し、1833年になって再び絵を描き始めた。判事の仕事を4年間務めた後、1835年に死去した父親の跡を継いでコルトレイクで弁護士となった。1840年に財務省の法律コンサルタントとになり、1949年にブリュッセルに移った。それ以後も法律家の仕事と画家の仕事を続けた。
コルトレイクの風景画家ヤン・バティスト・デ・ヨンヘ(Jan Baptiste de Jonghe: 1785–1844) に学んだともされる。家畜のいる風景画を描いたベルギーの画家、ウジェーヌ・フェルボークホーフェン(Eugène Verboeckhoven: 1798-1881)やフランスの画家、ジャック・レイモン・ブラスカサット(18040-1867)に影響を受けていたとされる。
1843年、スペインの政変のためにベルギーに移っていたスペインの画家ヘナロ・ペレス・ビジャミル(1807-1854)と友人になった。
エドゥアール・ウーテルマーテンス(Edward Woutermaertens: 1819–1897)やヴァンサン・デ・フォス (Vincent De Vos: 1829–1875)、ヴァレール・フェルフースト(Valère Verheust: 1841–1881)、ルイ＝ピエール・フェルウｪー(Louis-Pierre Verwee: 1804–1877)、ユーフロジーヌ・ベールナールト(1831-1901)といった画家に影響を与えたとされる。
1845年にフランスのレジオンドヌール勲章（シュバリエ）を受勲した他、ベルギーのレオポルド勲章やスペインのカルロス3世勲章を受勲している。

## 作品

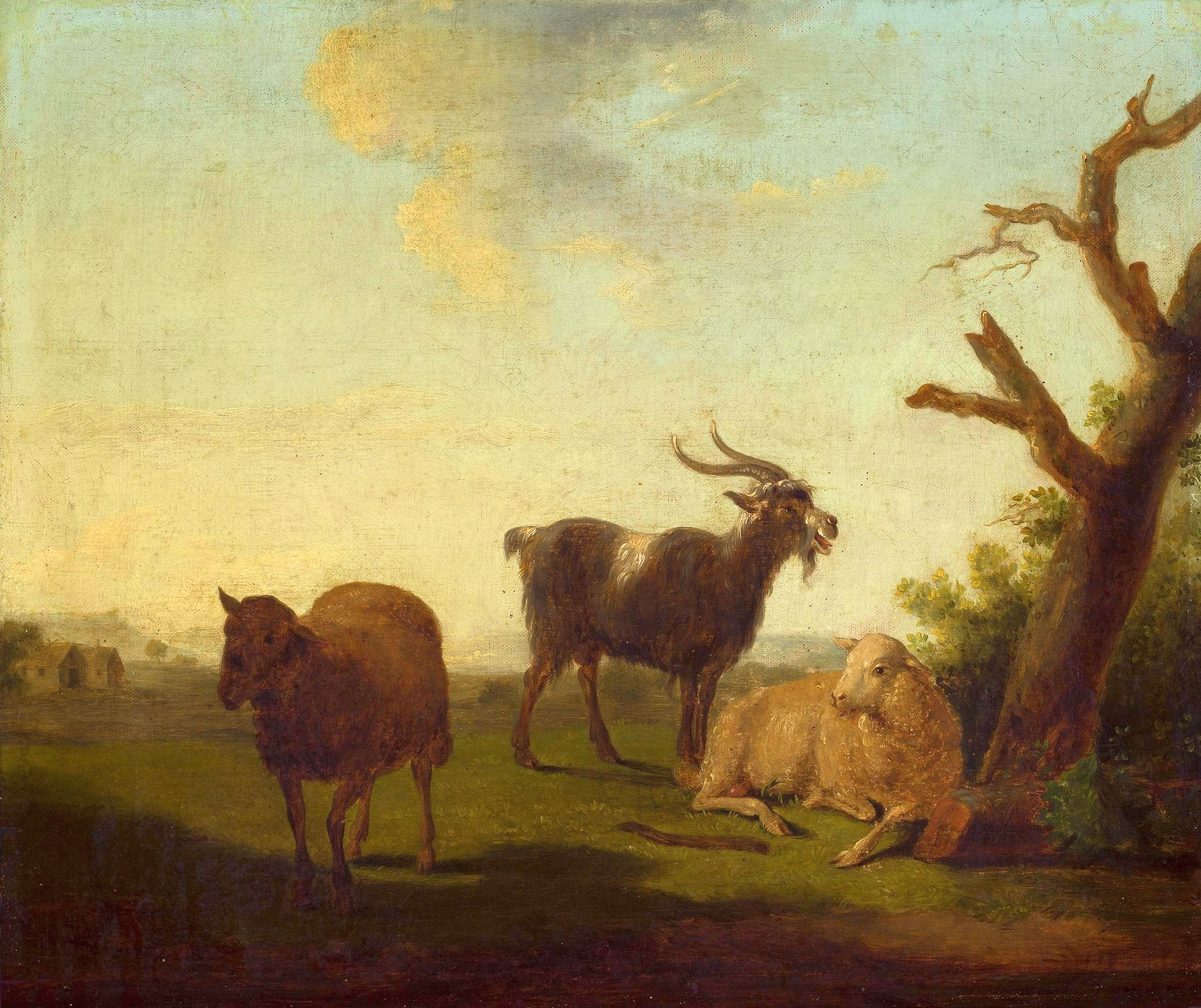
羊とヤギのいる牧草地 ワルシャワ国立美術館
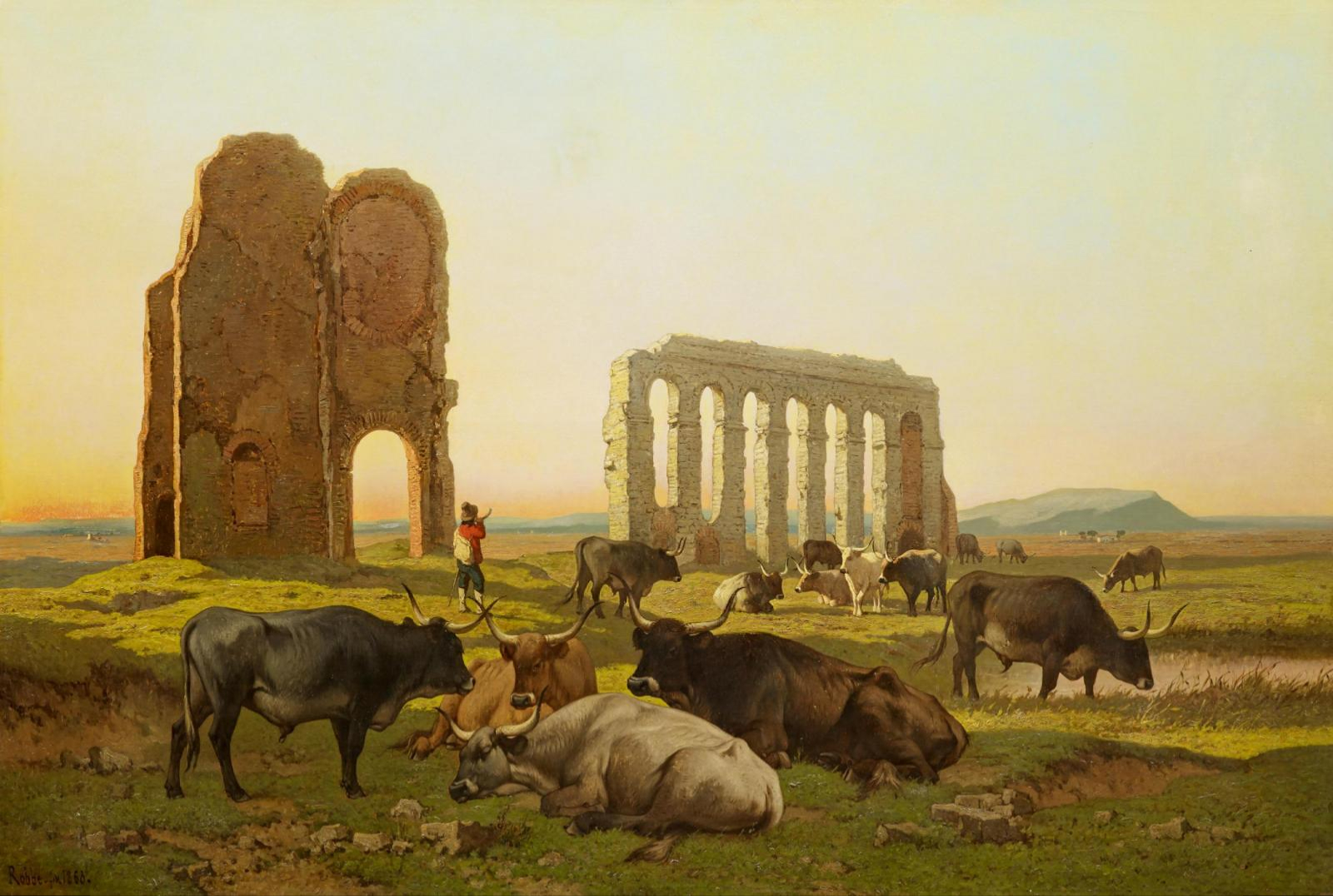
カンパーニャの風景 (1868)
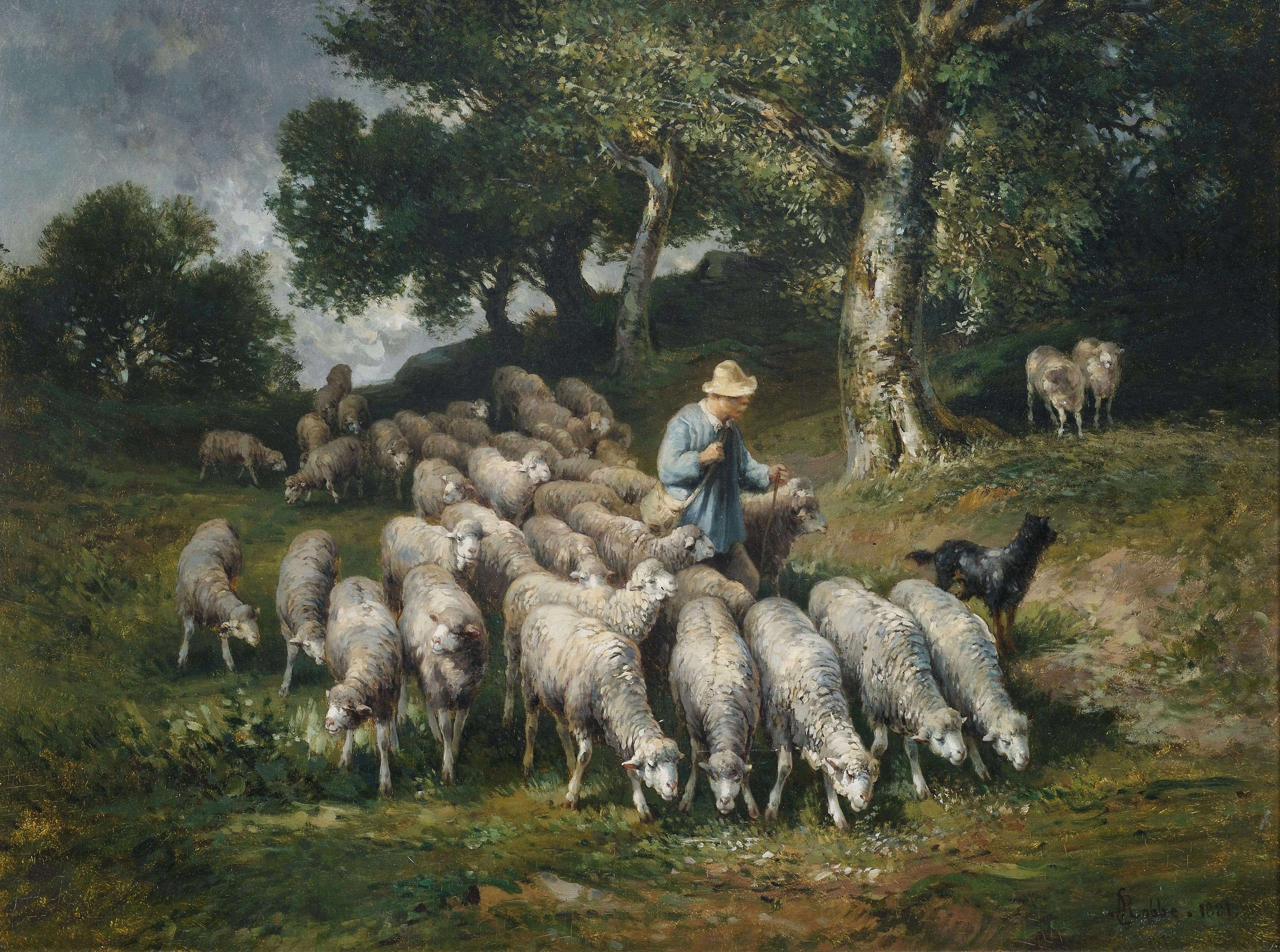
丘の羊の群れ　(1881)」
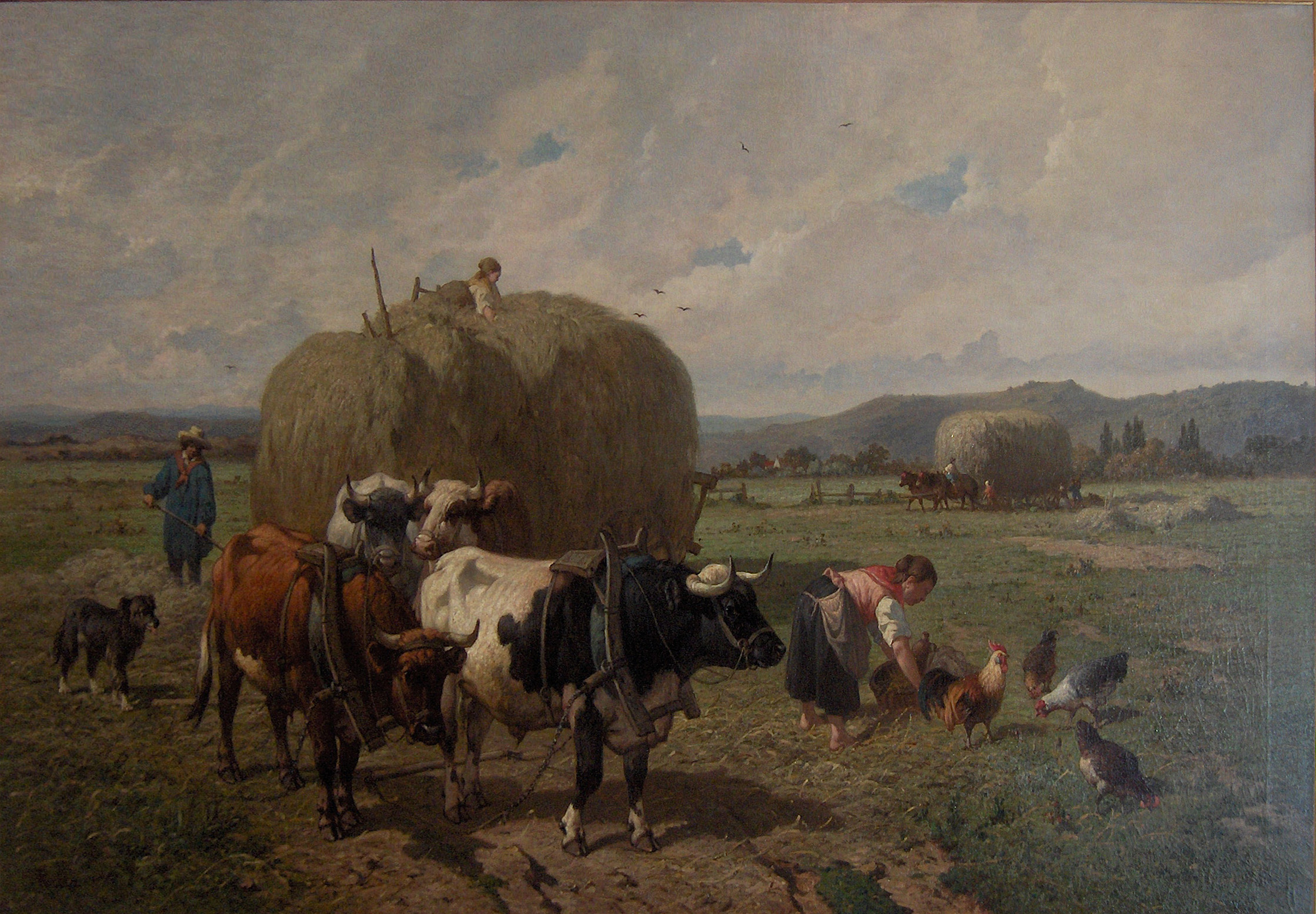
収穫 (1880)